# Суперкубок Ізраїлю з футболу 1985
Суперкубок Ізраїлю з футболу 1985 — 15-й розіграш турніру (20-й, включаючи неофіційні розіграші). Матч відбувся 8 червня 1985 року між чемпіоном Ізраїлю клубом Маккабі (Хайфа) та володарем кубка Ізраїлю клубом Бейтар (Єрусалим).
| Володар Суперкубка Ізраїлю 1985 |
| ------------------------------- |
|                                 |
| Маккабі (Хайфа) Другий титул    |

## Матч

### Деталі
| 8 червня 1985 |

| Маккабі (Хайфа)                          | 5:2 | Бейтар (Єрусалим)   |
| ---------------------------------------- | --- | ------------------- |
| Армелі 3', 24' Мерілі 20', 75' Малка 45' |     | Мальміліан 41', 66' |

| Кір'ят Хаїм, Хайфа Глядачів: 7 000 Арбітр: Моше Ашкеназі |

| В                |  | Авін Ран            |
| З                |  | Зіон Мерілі         |
| З                |  | Нір Клінгер         |
| З                |  | Рафі Осмо-старший   |
| З                |  | Ейтан Ахароні       |
| ПЗ               |  | Авраам Абукарат (к) |
| ПЗ               |  | Ярон Гівол          |
| ПЗ               |  | Рафі Осмо-молодший  |
| Н                |  | Ронні Розенталь     |
| Н                |  | Захі Армелі         |
| Н                |  | Цадок Малка         |
| Головний тренер: |  |                     |
| Шломо Шарф       |  |                     |

| В                |  | Йоссі Мізрахі    |
| З                |  | Давид Азулай     |
| З                |  | Уді Ашаш         |
| З                |  | Ханан Азулай (к) |
| З                |  | Шломо Шірзай     |
| ПЗ               |  | Моше Бен Харуш   |
| ПЗ               |  | Мейр Кадош       |
| ПЗ               |  | Самі Малка       |
| ПЗ               |  | Урі Мальміліан   |
| Н                |  | Елі Охана        |
| Н                |  | Аві Голдер       |
| Головний тренер: |  |                  |
| Давид Швейцер    |  |                  |